# Rynek Polski w Kamieńcu Podolskim

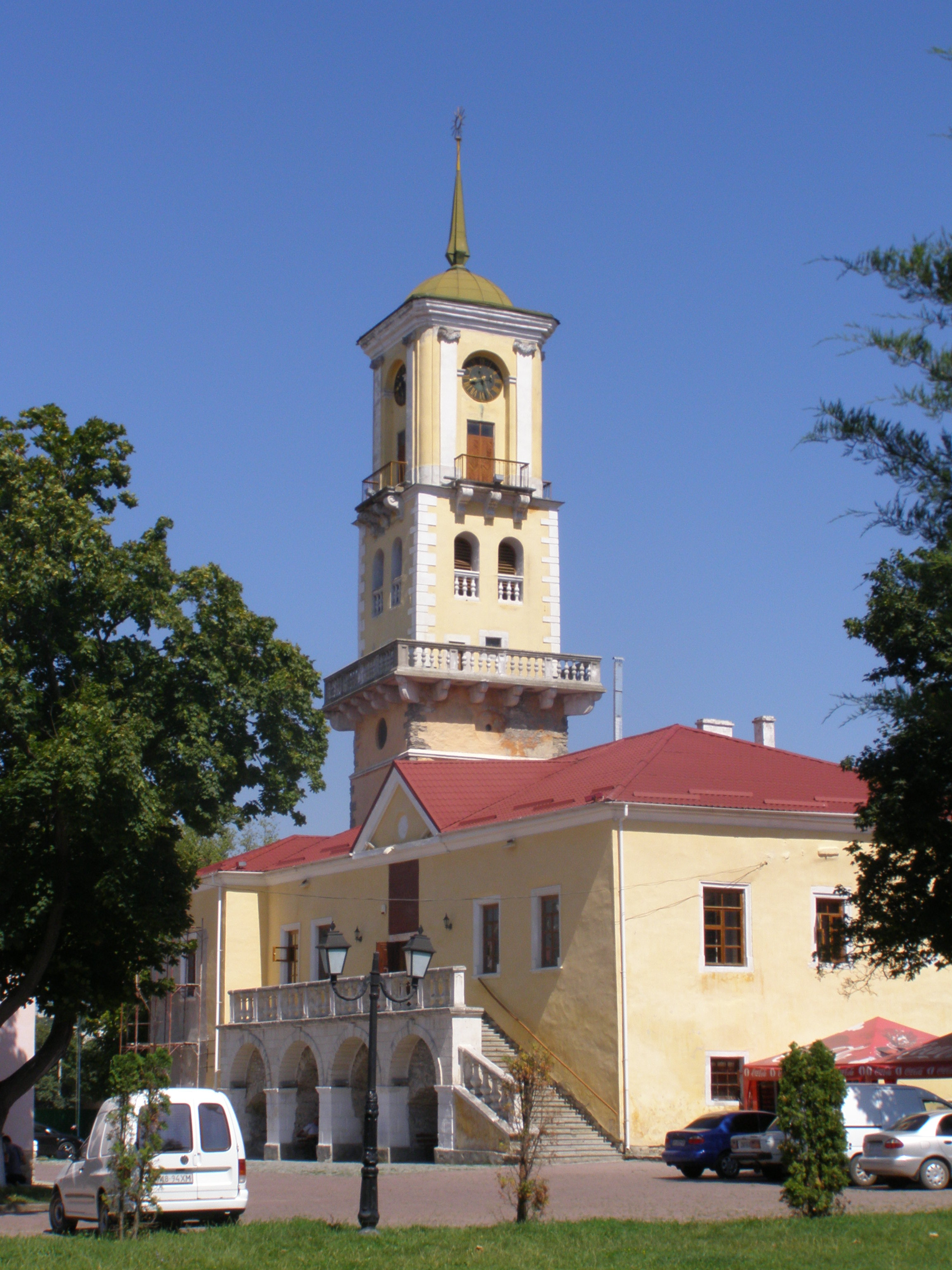
Ratusz Polski na Rynku Polskim

Rynek Polski  – rynek w Kamieńcu Podolskim, na Starym Mieście, wytyczony w czasie lokacji miasta na prawie magdeburskim w 1374. 
W czasie II wojny światowej zniszczeniu uległo większość zabudowy zewnętrznej i śródrynkowej. W następnych latach odbudowano tylko Ratusz Polski i nieliczne kamienice zewnętrzne, przekształcając Rynek w skwer. Rynek ma kształt zbliżony do kwadratu o boku ok. 140 m. W południowej pierzei znajduje się kościół św. Mikołaja i klasztor Dominikanów zajmowany obecnie przez paulinów. Na środku placu wznosi się Ratusz Polski z końca XIV w. przebudowany w następnych wiekach w stylu renesansowym. Dookoła Rynku stoją nieliczne odbudowane kamieniczki. W północno-zachodnim narożniku z Rynkiem sąsiaduje plac Katedralny, na którym wznosi się katedra Świętych Apostołów Piotra i Pawła.